# Associação Formosense de Futebol
Associação Formosense de Futebol foi uma agremiação esportiva brasileira, sediada em Formosa, em Goiás, porém disputava competições no Distrito Federal.

## História
O clube disputava o Departamento Autônomo da Federação Desportiva de Brasília,

## Estatísticas

### Participações
| Competição                | Competição            | Temporadas | Melhor campanha     | Estreia | Última | P | R |
| Distrito Federal (Brasil) | Departamento Autônomo | 1          | Desconhecido (1982) | 1982    | 1982   | – | – |